# 18号美国国道
18号美国国道（英語：U.S. Route 18）是一条东西方向的美国国道。该公路连接了威斯康辛州密尔沃基和怀俄明州康弗斯縣，全长1,043英里。該道路歷史始於1926年。